# Kresnice
Kresnice este o localitate din comuna Litija, Slovenia, cu o populație de 670 de locuitori.